# Christian Lautenschlager
Christian Friedrich Lautenschlager (13. dubna 1877 Magstadt – 3. ledna 1954 Fellbach) byl německý mechanik a automobilový závodník.

## Život
Christian Lautenschlager se vyučil zámečníkem, po několikaletém vandrování se v roce 1899 stal mechanikem u Gottlieba Daimlera ve výrobě automobilů v Daimler Motoren Gesellschaft (DMG) v Cannstattu. Od roku 1905 byl mistrem a poté se stal i testovacím jezdcem. Od sezóny 1906/07 se Daimler věnoval automobilovému sportu a Lautenschlager se stal jezdcem továrního týmu DMG. V roce 1908 mu byla dána příležitost řídit jeden ze tří vozů Mercedes ve Velké ceně Francie a překvapivě zvítězil. Navzdory tomuto úspěchu byl však nadále spíše obětavým pracovníkem ve výrobním závodě, než závodníkem.
Prodej vozů Mercedes se do roku 1912 ztrojnásobil. Krátce před vypuknutím první světové války, 4. července 1914, v den francouzského státního svátku, zvítězil ve Velké ceně Francie podruhé. Tohoto závodu, který je považován za jeden z nejlepších v historii Grand Prix, se na okruhu Circuit de Lyon účastnilo 37 závodních vozů ze 13 stájí a 6 různých národností. Poprvé byl omezen objem motoru na 4,5 litru a hmotnost vozu na 1100 kilogramů.
Předchozí dva ročníky vyhrál domácí jezdec Georges Boillot, takže i zájem veřejnosti byl značný, závodu přihlíželo kolem 300 000 lidí. Závod trval celých sedm hodin, jelo se 20 kol, jezdci ujeli 752 kilometrů. Lautenschlager na voze Mercedes 18/100 GP předjel v 18. kole Peugeot Georgese Boillota a vedení si udržel až do cíle. Boillot musel s přehřátým vozem odstoupit v posledním kole. Druhý dojel Louis Wagner, třetí Otto Salzer. Tímto vítězstvím dosáhl Lautenschlager vrcholu své kariéry a přispěl tak k počátkům celosvětové proslulosti vozů Mercedes.
Po první světové válce se automobilové závody v Evropě pořádaly jen výjimečně. Lautenschlager, v té době už čtyřicetiletý, se účastnil až závodu Targa Florio na Sicílii a v roce 1922 a 1924 na Targa Florio se umístil na 10. místě. V roce 1923 se účastnil závodu 500 mil Indianapolis v USA na jednom ze tří Mercedesů, ale kvůli nehodě ve 14. kole musel odstoupit. V sezóně 1925 jel svůj poslední závod v Palermu, poté kariéru závodníka ukončil. Až do odchodu do penze v roce 1936 pracoval Lautenschlager u firmy Daimler-Benz ve Stuttgartu. Zemřel v 76 letech ve Fellbachu. Je pohřben na hřbitově ve stuttgartské části Wangen.

## Účast v závodech

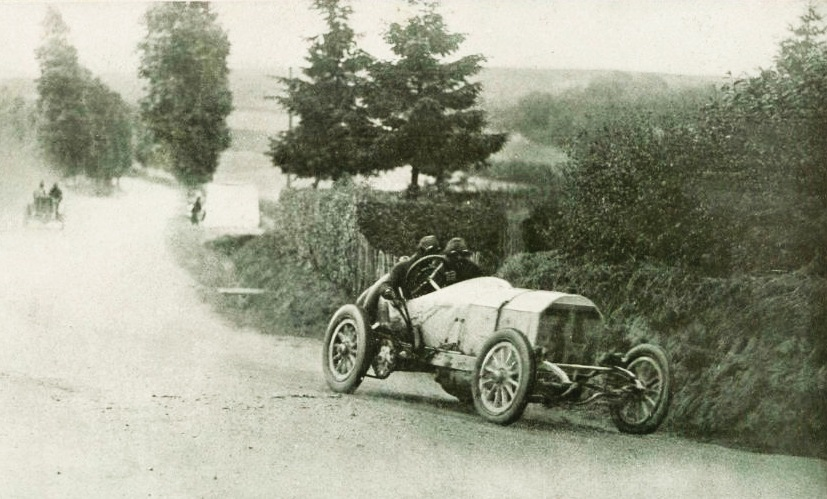
Christian Lautenschlager v Dieppe v roce 1908 (s číslem 14 za ním Camille Jenatzy

- 1906: závod Ardenami (mechanik-spolujezdec Otto Salzera)
- 1907: Kaiserpreis pohořím Taunus; Grand Prix Francie (také jako spolujezdec Otto Salzera)
- 1908: Grand Prix Francie, Dieppe, 1. místo
- 1913: Grand Prix Francie, Le Mans
- 1914: Grand Prix Francie, Lyon, 1. místo
- 1922: Targa Florio na Sicílii
- 1923: Targa Florio na Sicílii; 500 mil Indianapolis, Indianapolis
- 1924: Targa Florio a Coppa Florio na Sicílii
- 1925: Palermo

## Ocenění
- 1908: Pohár pro vítěze Grand Prix de L'A.C.F. v Dieppe
- 1910: Propůjčena zlatá medaile Řádu sv. Stanislava carem Mikulášem II.
- 1914: Pohár pro vítěze Grand Prix de L'A.C.F. v Lyonu

## Galerie

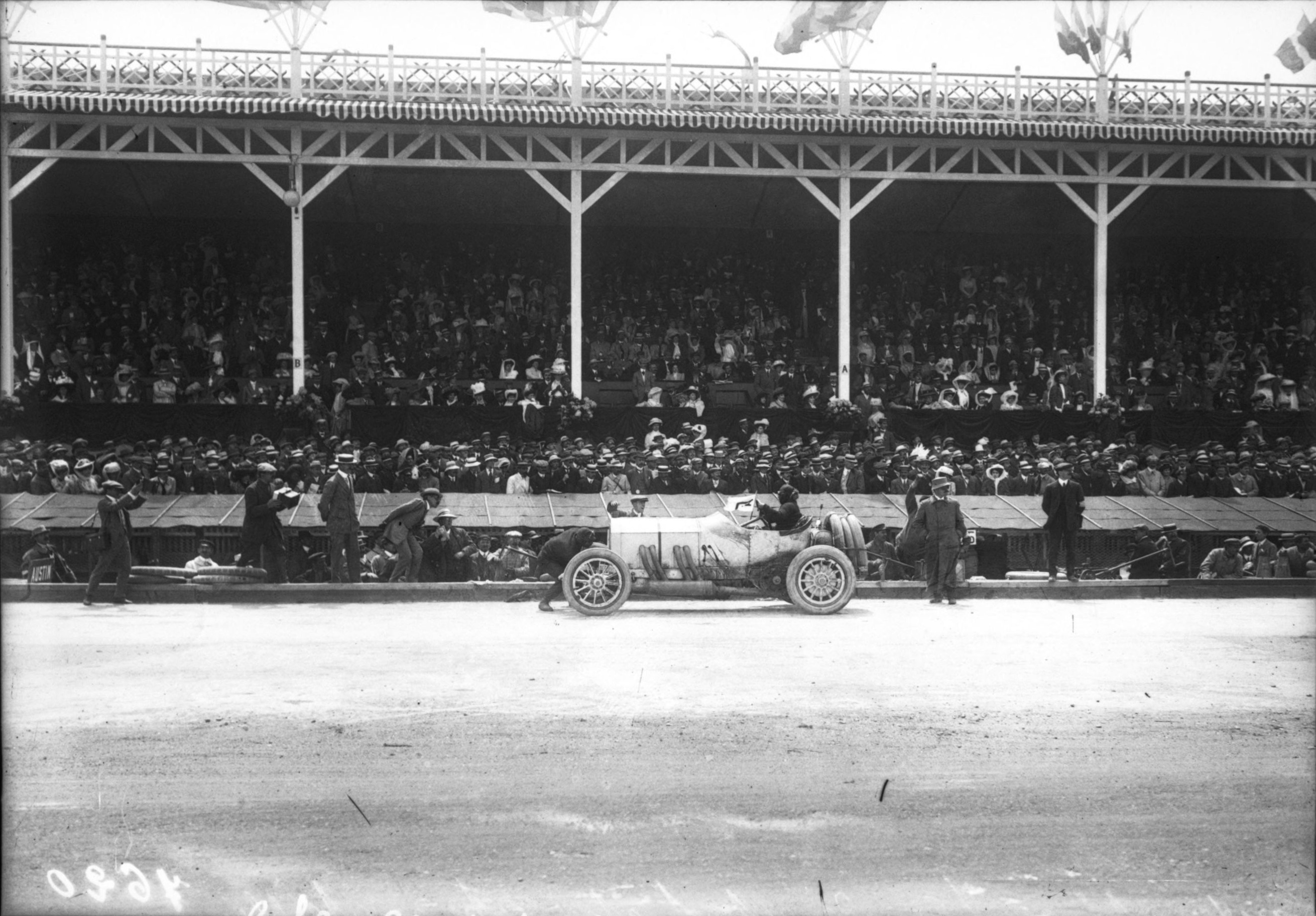
Lautenschlager na cestě k vítězství v Grand Prix de France 1908 v Dieppe…
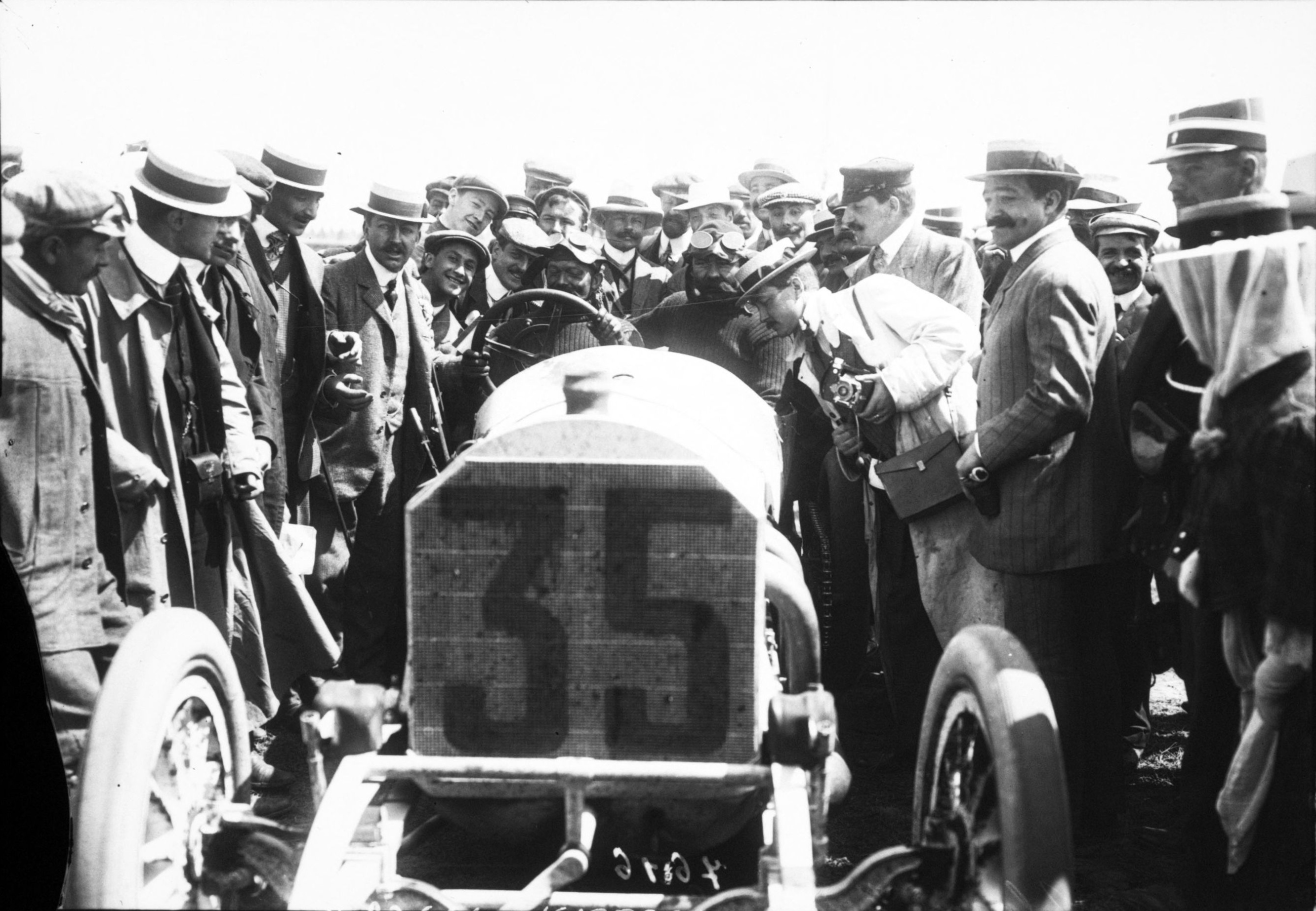
… a v cíli závodu
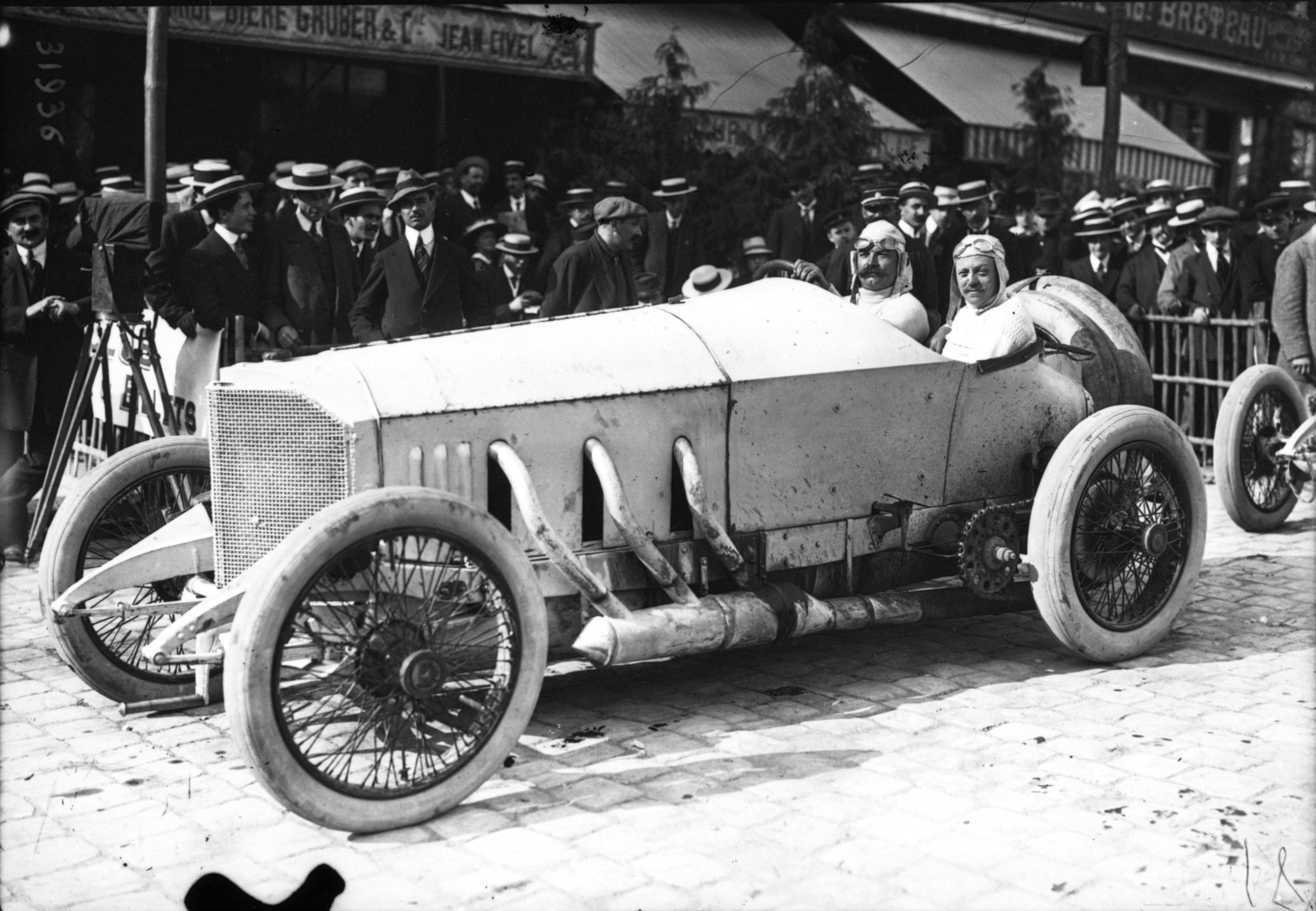
Lautenschlager při Grand Prix Francie 1913 (Le Mans)
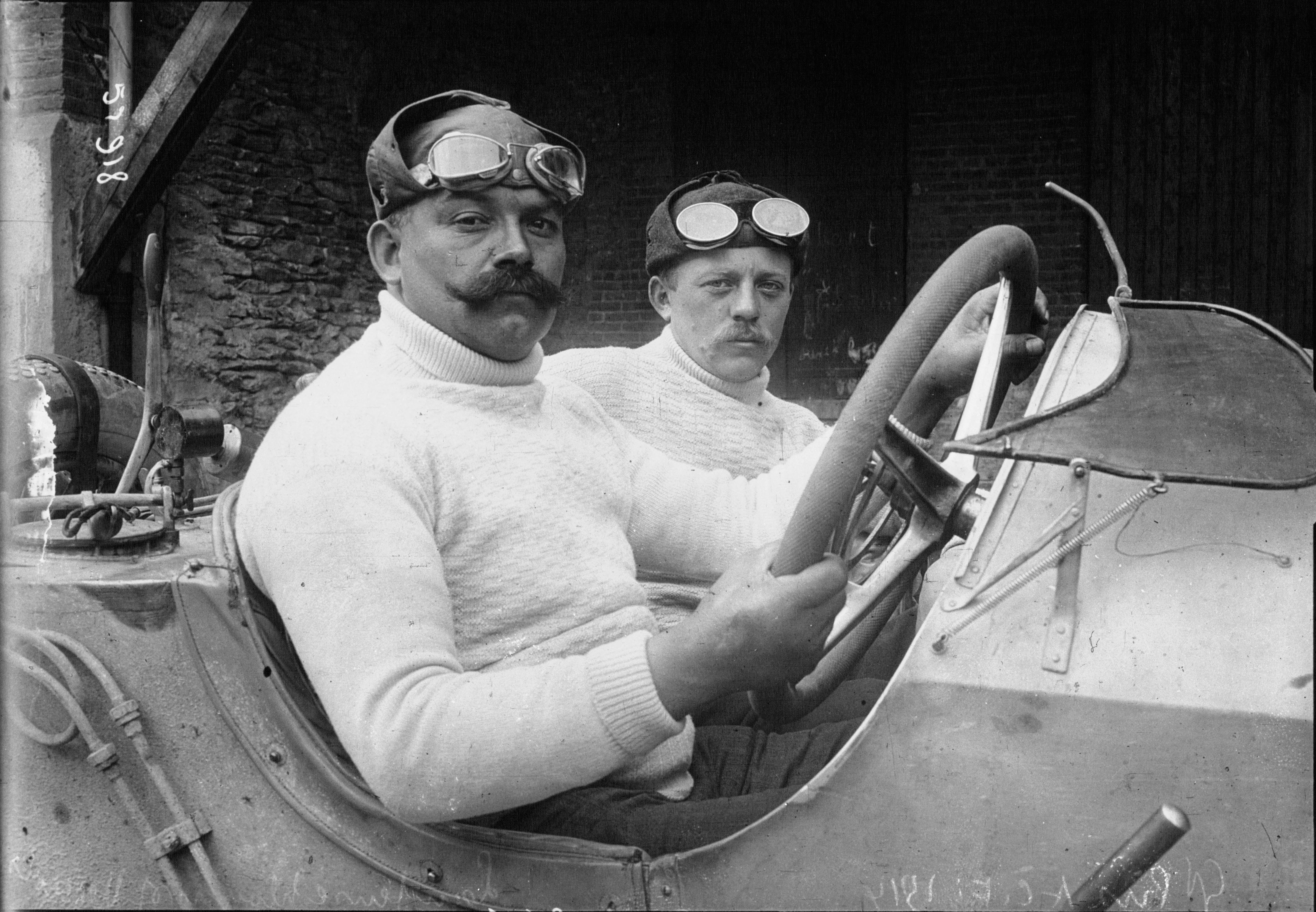
Lautenschlager na startu Grand Prix Francie 1914…
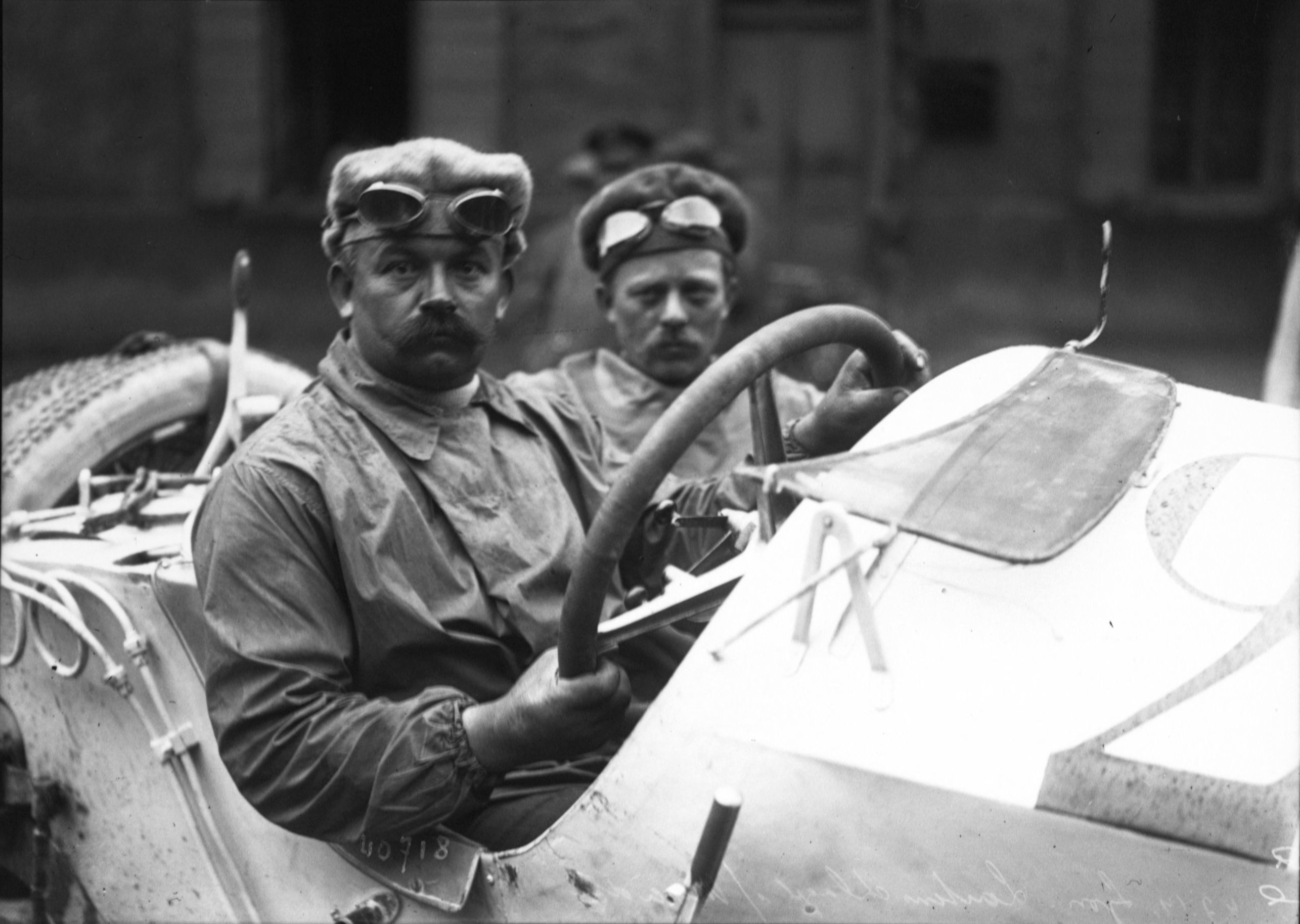
… zaprášený v cíli
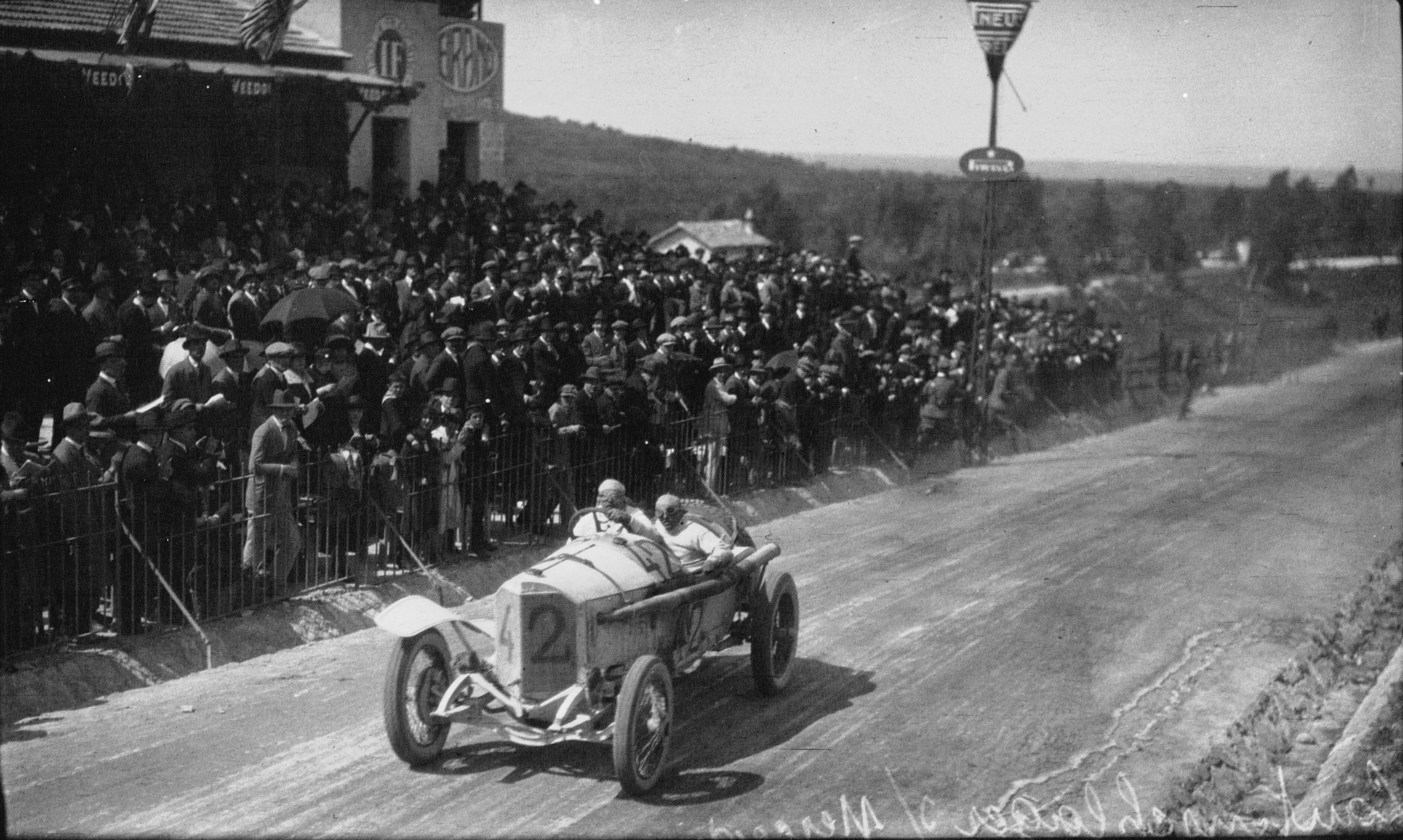
Lautenschlager na Targa Florio 1922.